# 哈爾夫代 (伊利諾伊州)
哈爾夫代（英語：Half Day）是位於美國伊利諾伊州萊克縣的一個鬼鎮。由於此地已於1993年被荒廢，本地已無人居住。

## 地理
哈爾夫代的座標為42°12′04″N 88°56′00″W / 42.20111°N 88.93333°W，而該地的平均海拔高度為199米（即653英尺）。